# Bopyrina choprae
Bopyrina choprae är en kräftdjursart som beskrevs av Hugo Frederik Nierstrasz och Brender a Brandis 1929. Bopyrina choprae ingår i släktet Bopyrina och familjen Bopyridae. Inga underarter finns listade i Catalogue of Life.